# (102211) Angelofaggiano
(102211) Angelofaggiano est un astéroïde de la ceinture principale.

## Description
(102211) Angelofaggiano est un astéroïde de la ceinture principale. Il fut découvert le 1er octobre 1999 à Campo Catino par Mario Di Sora et Franco Mallia. Il présente une orbite caractérisée par un demi-grand axe de 2,40 UA, une excentricité de 0,23 et une inclinaison de 1,7° par rapport à l'écliptique.